# Wurmlingen (Rottenburg am Neckar)
Wurmlingen è una frazione (Stadtteil) della città di Rottenburg am Neckar, nel land del Baden-Württemberg, in Germania.

## Storia
Già comune autonomo, fu soppresso e incorporato a Rottenburg am Neckar il 1º dicembre 1971.